# Admète (Océanide)
Pour les articles homonymes, voir Admète (homonymie).
Admète (en grec ancien  Ἀδμήτη / Admêtê) est, dans la mythologie grecque archaïque, une Océanide, fille d'Océan et de Téthys citée par Hésiode dans sa liste d'Océanides.

## Étymologie
Le nom d'Admète (en grec ancien  Ἀδμήτη / Admêtê) dsignifie « la non brisée » (allusion à la virginité) ou « non mariée ».

## Fonction
Admète était peut-être la Nymphe d'un ruisseau de montagne sauvage, ou la Néphélée des nuages sauvages et de la pluie. Admète était peut-être aussi une déesse des jeunes filles célibataires, complémentant et s'opposant à sa sœur Zeuxo qui représente le joug du mariage.

## Famille
Ses parents sont les titans Océan et Téthys. Elle est l'une de leur multiples filles, les Océanides, généralement au nombre de trois mille, et a pour frères les Dieux-fleuve, eux aussi au nombre de trois mille. Ouranos (le Flot) et Gaïa (la Terre) sont ses grands-parents tant paternels que maternels.

## Mythe
Admète n'apparait que dans un mythe: elle était présente avec quelques-unes de ses sœurs, l'une des compagnes de Perséphone, lorsque la jeune fille fut enlevée par Hadès, le dieu des enfers, comme le raconte Perséphone à sa mère Déméter dans l'hymne homérique À Démeter

## Évocation moderne

### Zoologie
Le genre des mollusques gastéropodes des Admete tient son nom de l'Océanide.